# Vilar Seco (Vimioso)
Vilar Seco (Billasseco en mirandês) est un village situé dans la région du Trás-os-Montes (nord du Portugal) qui fait partie de la commune de Vimioso. Le village s'étend sur 23,08 km² et comptait 181 habitants à l'année au dernier recensement.

## Géographie
Se situe à la limite occidentale de la Meseta Central, plus grand Causse d'Europe, nommé localement Planalto Mirandês.Vilar-Sêco se situe à une altitude moyenne de 650m.

## Agriculture et Écologie

### Agriculture
L'agriculture a pendant longtemps été la principale source de revenu des habitants du village. L'arrivée de moyens de productions modernes (engrais, tracteurs, etc) a entraîné la disparation des techniques d'agricultures anciennes plus manuelles. Cependant les champs sont restés très morcelés du fait des murs en pierre extrêmement longs à détruire qui délimitent les parcelles. L'on y cultive la plupart des fruits et légumes européens et méditerranéens comme les tomates, haricots, courges, potirons, pommes de terre, épinards, poireaux, salades, melons, pastèques, etc. Cependant cette production reste principalement artisanale et une petite partie seulement est vendue. En revanche les olives, qui servent à faire de l’huile, les raisins pour le vin ainsi que les fruits de différentes essences d'arbres dont la plantation a été encouragée par l'Union Européenne comme les noyers, les noisetiers ou les châtaigniers sont largement vendus via des coopératives ou la grande distribution. Enfin quelques paysans, présents à l'année, cultivent quant à eux du blé qui leur permet de vivre pleinement de leur agriculture. Le maïs n'est que très peu cultivé, si ce n'est pour nourrir les animaux, en raison du climat.